# Cool TV
Cool TV je mađarski besplatni televizijski kanal koji je migrirao u Rumunjsku nakon što su mu mađarske vlasti prijetile zatvaranjem. Kanal emitira na mađarskom jeziku, kanal koji je pokrenut kao m+ 15. rujna 2003., ali godinu dana kasnije, ponovno je pokrenut kao Cool TV 4. rujna 2004.